# A930 road
Die A930 road ist eine A-Straße in den schottischen Council Areas Dundee und Angus.

## Verlauf
Die Straße beginnt als Abzweigung von der A92 (Dunfermline–Stonehaven) östlich des Zentrums von Dundee. Sie führt in östlicher Richtung entlang des Nordufers des Firth of Tay, während die A92 weitgehend parallel nördlich verläuft. Die A930 bildet die Hauptstraße des Dundeer Vorortes Broughty Ferry und quert an dessen Ostrand das Dighty Water und damit auch die Grenze zur Council Area Angus. Sie führt durch Monifieth und erreicht nach rund 13 Kilometern die Ortschaft Carnoustie. Dort bildet sie die Hauptstraße und knickt im Zentrum nach Nordwesten ab. Carnoustie verlassend mündet die Straße nach zwei weiteren Kilometern und einer Gesamtlänge von 18,2 Kilometern wieder in die A92 ein.